# Mohamed Hany
Mohamed Hany, né le 25 janvier 1996 au Caire, est un footballeur international égyptien. Il joue au poste d'arrière droit au club d'Al Ahly SC.

## Carrière

### En sélection
Mohamed Hany honore sa première sélection le 27 janvier 2016 lors d'un match amical contre la Jordanie (défaite 0-1). En décembre 2023, il est retenu dans la liste des vingt-sept joueurs égyptiens sélectionnés par Rui Vitória pour disputer la Coupe d'Afrique des nations 2023.

## Statistiques
| Saison                | Club                  | Championnat           | Championnat | Championnat | Coupe(s) nationale(s) | Coupe(s) nationale(s) | Supercoupe | Supercoupe | Compétition(s) continentale(s) | Compétition(s) continentale(s) | Compétition(s) continentale(s) | Super Coupe de la CAF | Super Coupe de la CAF | Coupe de la Confédération | Coupe de la Confédération | Égypte | Égypte | Total | Total |
| Saison                | Club                  | Division              | M.          | B.          | M.                    | B.                    | M.         | B.         | Comp.                          | M.                             | B.                             | M.                    | B.                    | M.                        | B.                        | M.     | B.     | M.    | B.    |
| 2014-2015             | Al Ahly SC            | Premier League        | 13          | 0           | 3                     | 0                     | 0          | 0          | LC                             | 2                              | 0                              | 0                     | 0                     | 2                         | 0                         | -      | -      | 20    | 0     |
| 2015-2016             | Al Ahly SC            | Premier League        | 15          | 0           | 2                     | 0                     | 0          | 0          | LC                             | 5                              | 0                              | -                     | -                     | -                         | -                         | 1      | 0      | 23    | 0     |
| 2016-2017             | Al Ahly SC            | Premier League        | 1           | 0           | -                     | -                     | -          | -          | -                              | -                              | -                              | -                     | -                     | -                         | -                         | -      | -      | 1     | 0     |
| Total sur la carrière | Total sur la carrière | Total sur la carrière | 29          | 0           | 5                     | 0                     | 0          | 0          | -                              | 7                              | 0                              | 0                     | 0                     | 2                         | 0                         | 1      | 0      | 44    | 0     |

## Palmarès
Il remporte le championnat d'Égypte en 2016, 2017 et 2018 avec le Al Ahly SC.